# 석현준
석현준(한국 한자: 石現俊, 1991년 6월 29일 ~ )은 대한민국의 축구 선수로 현재 K4리그의 남양주 FC에서 스트라이커로 활동 중이다.

## 클럽 경력

### 해외 리그
용인시축구센터에 몸 담은 뒤 2009년 10월 네덜란드 에레디비시의 명문 AFC 아약스에 입단했고 이후 FC 흐로닝언(에레디비시), CS 마리티무, FC 포르투, CD 나시오날, 비토리아 FC(이상 프리메이라리가), 알아흘리 사우디(사우디 프로페셔널리그), 트라브존스포르(쉬페르리그), 데브레첸 VSC(넴제티 버이녹샤그 I), 트루아 AC(리그 1 & 리그 2), 스타드 드 랭스(리그 1) 등에서 공식전 274경기 52골을 기록하며 아약스의 2009-10 시즌 KNVB 베커르 우승, 알아흘리 사우디의 2014 시즌 사우디아라비아 국왕컵 준우승, FC 포르투의 2015-16 시즌 타사 드 포르투갈 준우승, 트루아 AC의 2020-21 시즌 리그 2 우승 등에 일조했다.
특히 비토리아 FC 시절에는 2015년 8월과 9월 프리메이라리가 이달의 골에 선정되는 등 2015-16 시즌 겨울 이적 시장을 통해 FC 포르투로 이적하기 전까지 공식전 20경기 18개의 공격포인트(11골 7어시스트)을 작성하며 프로 데뷔 이후 개인 커리어 하이 기록을 경신하기도 했으나 이를 제외하고는 해외 리그 생활 기간동안 주전 경쟁에서 밀려나다시피 하면서 이렇다할 기록들을 내지 못했다.

### 남양주 FC
2023 시즌을 앞두고 K4리그의 전주시민축구단에 합류했지만 병역 기피 논란의 여파로 인해 약 2년간의 공백기를 거쳤고 이후 2025 시즌을 앞두고 같은 K4리그의 남양주 FC에 입단하면서 사회복무요원으로 근무 중인 사실이 확인되었다.

## 국가대표팀 경력

### 대한민국 U-23 대표팀(와일드카드)
손흥민, 장현수 등과 함께 2016년 하계 올림픽 와일드카드로 참가했지만 팀이 8강전에서 북중미의 다크호스 온두라스에 0-1 충격패를 당하며 병역 특례를 받는데 실패했다.

### 대한민국 A대표팀
2010년 9월 7일 이란과의 평가전에서 교체 출장을 통해 국제 A매치 데뷔전을 치른 뒤 2015년 9월 3일 홈에서 열린 아시아 축구 최약체팀인 라오스와의 2018년 FIFA 월드컵 아시아 지역 2차 예선 G조 2차전에서 A매치 데뷔 5년만의 첫 골을 신고하며 팀의 8-0 대승에 일조했다.
그 후 이듬해인 2016년 3월 27일 아세안 챔피언십 최다 우승팀인 태국과의 원정 평가전에서 A매치 3번째 득점을 무회전 중거리포로 장식하며 팀의 1-0 승리에 기여했고 3개월 후 체코와의 원정 평가전에서도 세계적인 수문장인 페트르 체흐를 상대로 자신의 A매치 4번째 득점을 완성시키며 팀의 2-1 승리를 견인했다.
그 후 2018년 10월 12일 홈에서 열린 우루과이과의 평가전을 앞두고 파울루 벤투 감독 부임 이후 처음이자 2016년 이후 2년만에 국가대표팀에 전격 발탁된 뒤 우루과이와의 평가전에서 후반 21분 2018년 아시안 게임 득점왕 황의조와 교체로 출전하여 팀의 우루과이전 첫 승을 도왔고 1달 뒤 우즈베키스탄과의 평가전에서 2년만의 A매치 골 맛을 보았으나 우즈벡전 이후 국가대표팀에 발탁되지 못했다.

## 경력 통계

### 국가대표팀 득점 기록
| # | 경기일     | 경기장소                 | 상대팀       | 득점  | 결과  | 비고                                    |
| - | ---------- | ------------------------ | ------------ | ----- | ----- | --------------------------------------- |
| 1 | 2015/09/03 | 대한민국, 화성           | 라오스       | 4 – 0 | 8 – 0 | 2018년 FIFA 월드컵 아시아 지역 2차 예선 |
| 2 | 2015/11/17 | 라오스, 비엔티안         | 라오스       | 4 – 0 | 5 – 0 | 2018년 FIFA 월드컵 아시아 지역 2차 예선 |
| 3 | 2016/03/27 | 타이, 방콕               | 태국         | 1 – 0 | 1 – 0 | 친선 경기                               |
| 4 | 2016/06/05 | 체코, 프라하             | 체코         | 2 – 0 | 2 – 1 | 친선 경기                               |
| 5 | 2018/11/20 | 오스트레일리아, 브리즈번 | 우즈베키스탄 | 4 – 0 | 4 – 0 | 친선 경기                               |

## 그 외
온두라스와의 2016년 하계 올림픽 8강전 탈락으로 병역특례를 받지 못한 상태에서 계속 귀국하지 않으면서 결국 2020년 12월 17일 경인지방병무청으로부터 병역기피 혐의로 고발됐다.
이로 인해 프랑스 시민권 취득설 등이 들렸으나 트루아 AC와 계약 해지 절차가 원활하지 못해 귀국이 지연됐다고 말했고 그 후 2022년 말 귀국한 것으로 알려졌으며 수원지방검찰청 형사 1부로부터 2022년 12월 29일 불구속 기소되었다.
그리고 2023년 6월 1일 수원지방법원에서 열린 선고 공판에서 징역 8개월에 집행 유예 2년을 선고받았다가 4개월 뒤에 열린 항소심 판결에서 징역 6개월에 집행유예 1년을 선고받았다.

## 수상 내역

### 클럽
AFC 아약스
- 에레디비시 : 우승 (2010-11)
- KNVB 베커르 : 우승 (2009-10)
- 요한 크라위프 스할 : 준우승 (2010)

 알아흘리 사우디
- 사우디아라비아 국왕컵 : 준우승 (2014)

 FC 포르투
- 타사 드 포르투갈 : 준우승 (2015-16)

 트루아 AC
- 리그 2 : 우승 (2020-21)

### 개인
- 프리메이라리가 이달의 골 : 2015년 8월 & 9월

## 참고 자료
- 석현준 인터뷰 - 포르투갈 석현준, 파란만장했던 ‘유럽리그 비망록’
- 석현준 스토리 ①- 석현준에게 '왜 사서 고생을 하냐'고 물었다 보관됨 2020-11-15 - 웨이백 머신